# Hassnae Bouazza
Hassnae Bouazza (Arabisch: حسناء بوعزة, ḥasnāʾ būʿazza) (Oujda, 13 oktober 1973) is een Marokkaans-Nederlandse journaliste, schrijfster, columniste, vertaalster en programmamaakster.
Bouazza is geboren in de stad Oujda in het noordoosten van Marokko, nabij de Algerijnse grens. Met haar familie verliet ze Marokko om zich bij haar vader te voegen die al in Nederland was, als gastarbeider. Ze kwamen in Arkel te wonen, waar de familie Bouazza het enige Marokkaanse gezin was. Haar broer is de schrijver Hafid Bouazza. Ze studeerde Engelse taal- en letterkunde aan de Universiteit Utrecht.
Bouazza schrijft columns voor Vrij Nederland en Frontaal Naakt en is programmamaakster bij de VPRO. Ze is de regisseur van de NTR-documentaireserie Seks en de Zonde (2014), bedacht, samengesteld en gepresenteerd door Femke Halsema, over vrouwen in de islam. Ook regisseerde ze de NTR-documentaire De klas van '94 (2019), waarin historicus Nadia Bouras op zoek gaat naar klasgenoten, schoolgenoten, voormalige leraren en de oprichters van Bouschrã, de in 1971 opgerichte islamitische school in Amsterdam. In 2024 regisseerde ze de tweedelige documentaire Brieven uit de kast, waar presentatrice Nora Akachar verhalen brengt uit de moslim queer gemeenschap.
Ze staat bekend vanwege het bespreken van onderwerpen die taboe zijn in de Arabische wereld, zoals pornografie.
Sinds mei 2013 heeft Bouzaa een "online glossy", het blog Aicha Qandisha.
Na het overlijden van haar moeder schreef ze Een koffer vol citroenen (2022), waarin ze hun relatie beschrijft en de pijn van het verlies.